# Helicites
Helicites es un género de foraminífero bentónico considerado como nomen nudum o como un nombre erróneo sustituto de Egeon, en cualquier caso ambos aceptado como Nummulites de la familia Nummulitidae, de la superfamilia Nummulitoidea, del suborden Rotaliina y del orden Rotaliida. Su rango cronoestratigráfico abarcaba el Biarritziense (Eoceno medio).

## Clasificación
Helicites incluía a las siguientes especies:
- Helicites gregarius
- Helicites sylvestrinus
- Helicites viviparoides